# آب‌انبار بلان
آب‌انبار بلان مربوط به دوره قاجار است و در شهرستان اصفهان، بخش بن رود، دهستان گاوخونی، روستای بلان، سمت جنوبی پل بلان واقع شده و این اثر در تاریخ ۲۲ آبان ۱۳۸۶ با شمارهٔ ثبت ۲۰۰۰۵ به‌عنوان یکی از آثار ملی ایران به ثبت رسیده است.